# Gian Francesco Buonamico
Pour les articles homonymes, voir Buonamico.

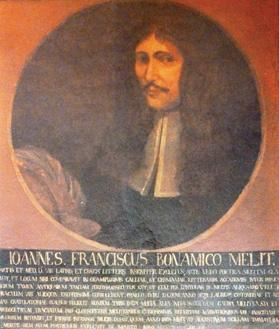
Portrait de Gian Francesco Buonamico

Gian Francesco Buonamico, ou en français Jean-François Bonamico, né à Malte en 1639 et mort en 1680, est un historien, naturaliste et littérateur[Quoi ?].

## Biographie
Fils d'un médecin natif de Joué-sur-Erdre, François Bonamy, dont la famille, en se déplaçant à Malte, avait italianisé son nom. L'aïeul de ce dernier avait fait la même chose dans le sens inverse : né à Florence sous le nom de Francesco Buonamici, il est devenu François Bonamy après son émigration, vers 1525, à Nantes. 
Il est médecin de l'ordre de Saint-Jean de Jérusalem.
Il dresse la première liste des plantes de l'île de Malte, De Plantis quae in Melita et Gaulo observantur en 1670. Cette liste qui énumère 243 plantes natives et cultivées ne sera jamais publiée. Il en existe deux copies manuscrites (une avec des notes additionnelles, et des noms maltais) à la Bibliothèque nationale de Malte, et une au Natural History Museum de Londres.

## Œuvres
- Memoria de' viaggi nella Francia, Germania, Olanda, Fiandra, Lorena, Suizzera, Italia, Sicilia, Spiaggia, e varie isole della Grecia dall'anno 1657 fin al 1666. Mémoire des voyages en France, Allemagne, Hollande, Flandre, Lorraine, Suisse, Italie, Sicile, Espagne et diverses îles de la Grèce de 1657 à la fin de 1666. Manuscrit de la Bibliothèque nationale de Malte.
- Trattato circa l’origine delle Glossopetre, Conchiglie ed altre Pietre figurate, che si cavano nelle rocche dell’Isola di Malta. Ce manuscrit a été publié en 1770 dans l'Opuscoli di Autori Siciliani, tome XI, Palerme, pp.125-200, comme Lettera Missiva del Sig. Francesco Buonamico, Maltese, dottore di Medicina, filosofo, poeta, diretta ad Agostino Scilla ecc. Data sotto il di 28 d’Agosto, 1668.

## Sources
- (mt) Anthony Cremona, Antoloġija ta' Proża Maltija, Malta, Malta University Press, 1970
- Giovanni Mangion, «Giovan Francesco Buonamico scienziato e letterato maltese del Seicento», in Studi secenteschi, 1971, II, pp. 285–321
- (en) Giovanni Bonello, «The Maltese who pioneered chocolate in Europe», in Histories of Malta - Deceptions and Perceptions, I, pp. 79–83, Malta, Fondazzjoni Patrimonju Malti, 2000
- (en) Arnold Cassola, The Literature of Malta - An example of Unity in Diversity, Malta, The European Commission and Minima Publishers, 2000
- (en) Arnold Cassola, Giovan Francesco Buonamico (1639-1680), Malta, Bank of Valletta, 2012